# Zimmerbach
Zimmerbach ist eine französische Gemeinde mit 823 Einwohnern (Stand 1. Januar 2022) im Département Haut-Rhin in der Region Grand Est (bis 2015 Elsass). Sie gehört zum Arrondissement Colmar-Ribeauvillé und zum Kanton Wintzenheim.

## Geografie
Die Gemeinde Zimmerbach liegt etwa sieben Kilometer westlich von Colmar am linken Ufer der Fecht. Das Fechttal in den Vogesen wird auch als Münstertal bezeichnet (nach der Stadt Munster oberhalb von Zimmerbach). Das Gemeindegebiet ist Teil des Regionalen Naturparks Ballons des Vosges.
Nachbargemeinden von Zimmerbach sind Turckheim im Norden und Nordosten, Wintzenheim im Südosten sowie Walbach im Südwesten.

## Geschichte
Von 1871 bis zum Ende des Ersten Weltkrieges gehörte Zimmerbach als Teil des Reichslandes Elsaß-Lothringen zum Deutschen Reich und war dem Kreis Colmar im Bezirk Oberelsaß zugeordnet.
| Jahr      | 1910 | 1962 | 1968 | 1975 | 1982 | 1990 | 1999 | 2007 | 2019 |
| --------- | ---- | ---- | ---- | ---- | ---- | ---- | ---- | ---- | ---- |
| Einwohner | 398  | 379  | 383  | 612  | 652  | 709  | 857  | 879  | 837  |

## Sehenswürdigkeiten
- St.-Georgs- und Herz-Jesu-Kirche aus dem Jahr 1879

## Partnerschaften
Partnergemeinden von Zimmerbach sind Blainville-sur-Mer in der Normandie und der Ort Zimmerbach in der Gemeinde Durlangen, Baden-Württemberg.

## Nachweise
1. 1 2  Gemeindeverzeichnis Deutschland 1900 – Kreis Colmar